# Subsecretari de stat în Guvernul Take Ionescu
În Guvernul Take Ionescu au fost incluși și subsecretari de stat, provenind de la diverse partide.

## Subsecretari de stat
- Subsecretar de stat la Ministerul de Finanțe

Ion Angelescu (17 decembrie 1921 - 19 ianuarie 1922)
- Subsecretar de stat la Ministerul de Interne

Victor D. Hortopan (23 decembrie 1921 - 19 ianuarie 1922)

## Sursa
- Stelian Neagoe - "Istoria guvernelor României de la începuturi - 1859 până în zilele noastre - 1995" (Ed. Machiavelli, București, 1995)